# Moritasgus
Moritasgos ou Moritasgus est une épithète celtique pour un dieu de guérison trouvée sur quatre inscriptions à Alésia. Sur deux de ces inscriptions, il est identifié au dieu gréco-romain Apollon. Son épouse ou parèdre était la déesse Damona.

## Étymologie
Le nom de Moritasgos, partagé par un dirigeant des Senones du Ier siècle av. J.-C., a été analysé de diverses manières. Cela signifie probablement "Grand Navigateur". Mori (marin) - tasgos, taxos (fonceur : un des sens donnés au blaireau). Un autre nom du blaireau est broccos. Broquer = terme populaire encore utilisé pour dire "foncer". 

## Sanctuaire d'Alésia
Alésia était un oppidum des Mandubiens celtiques dans l'actuelle Bourgogne. Une dédicace aux dieux fait allusion à la présence d'un sanctuaire près d'une source curative où les pèlerins malades pouvaient se baigner dans un bassin sacré. Le sanctuaire lui-même, situé près de la porte est de la ville juste à l'extérieur des murs de la ville, était impressionnant, avec des bains et un temple. Il comprenait en outre des portiques, où les malades dormaient peut-être, espérant des visions et des guérisons divines.
De nombreux objets votifs  étaient dédiés à Moritasgus. Il s'agit principalement de modèles des pèlerins et des parties affectées de leur corps : ceux-ci comprenaient les membres, les organes internes, les organes génitaux, les seins et les yeux. Des outils chirurgicaux ont également été trouvés, suggérant que les prêtres agissaient également en tant que chirurgiens.

### Pages connexes
- Religion des Celtes
- Damona